# Maytenus robusta
Maytenus robusta là một loài thực vật có hoa trong họ Dây gối. Loài này được Reissek mô tả khoa học đầu tiên.

## Hình ảnh

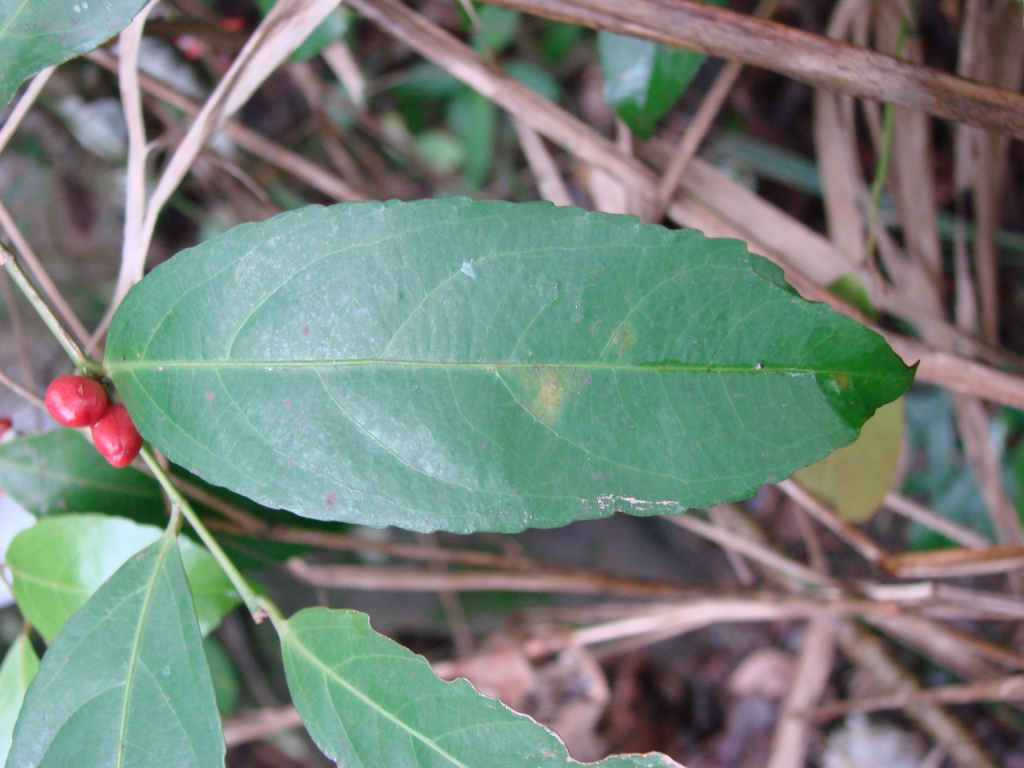